# Ueno (Tokio)
Ueno (jap. 上野) – jedna z dzielnic w okręgu Taitō w Tokio. Dzielnica Ueno to długi, wąski obszar skupiony wokół stacji Ueno, stacji Okachimachi i Chūō-dōri. Obszar ten jest również znany z parku Ueno oraz niektórych atrakcji kulturalnych miasta, w tym Tokijskiego Muzeum Narodowego, Narodowego Muzeum Sztuki Zachodniej, Narodowego Muzeum Nauki i zoo Ueno.
Dzielnica Ueno zajmuje powierzchnię 0,56 km² i jest podzielona na siedem podokręgów ponumerowanych od Ueno 1-chōme do Ueno 7-chōme.

## Historia

### Po II wojnie światowej
Po II wojnie światowej wielu bezdomnych i sierot wojennych, które nie miały dokąd się udać z powodu zniszczeń wojennych lub repatriacji z zagranicy, zaczęło nocować w podziemiach stacji i wokół niej. Warunki, w jakich przyszło im żyć, były tak złe, że często zamarzali i byli źródłem epidemii, takich jak tyfus plamisty. Na ulicy Ameya-Yokochō, która przyciągała wielu ludzi, rozwinął się czarny rynek, z kolei wokół stacji powstały śródmiejskie dzielnice. Gdy pachinko zaczęło zyskiwać na popularności, po drugiej stronie ulicy Shōwa-dōri utworzono obszar o nazwie „Pachinko-mura” (パチンコ村), gdzie gromadziły się sklepy związane z pachinko. Wiele małych salonów pachinko zaczęło otwierać się wokół stacji, a w latach 80. wzdłuż Shōwa-dōri otwarto wiele sklepów motocyklowych, ale wiele z nich zostało zamkniętych i tylko kilka przetrwało do czasów obecnych.

## Transport
- Stacja Ueno
- Stacja Okachimachi
- Stacja Ueno-hirokoji
- Stacja Ueno-okachimachi
- Stacja Naka-okachimachi
- Stacja Yushima
- Stacja Keisei Ueno

## Galeria

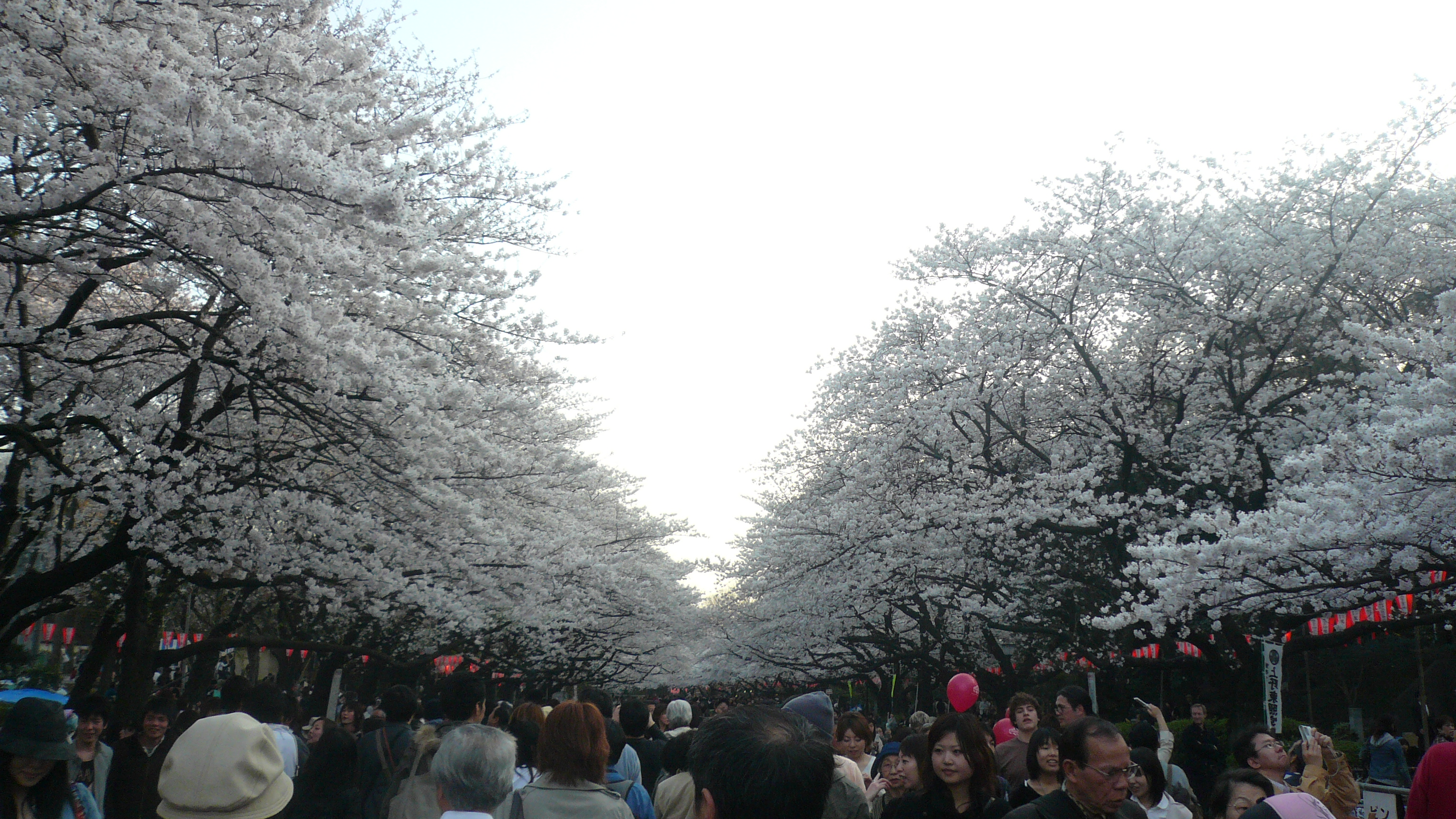
Park Ueno podczas Hanami
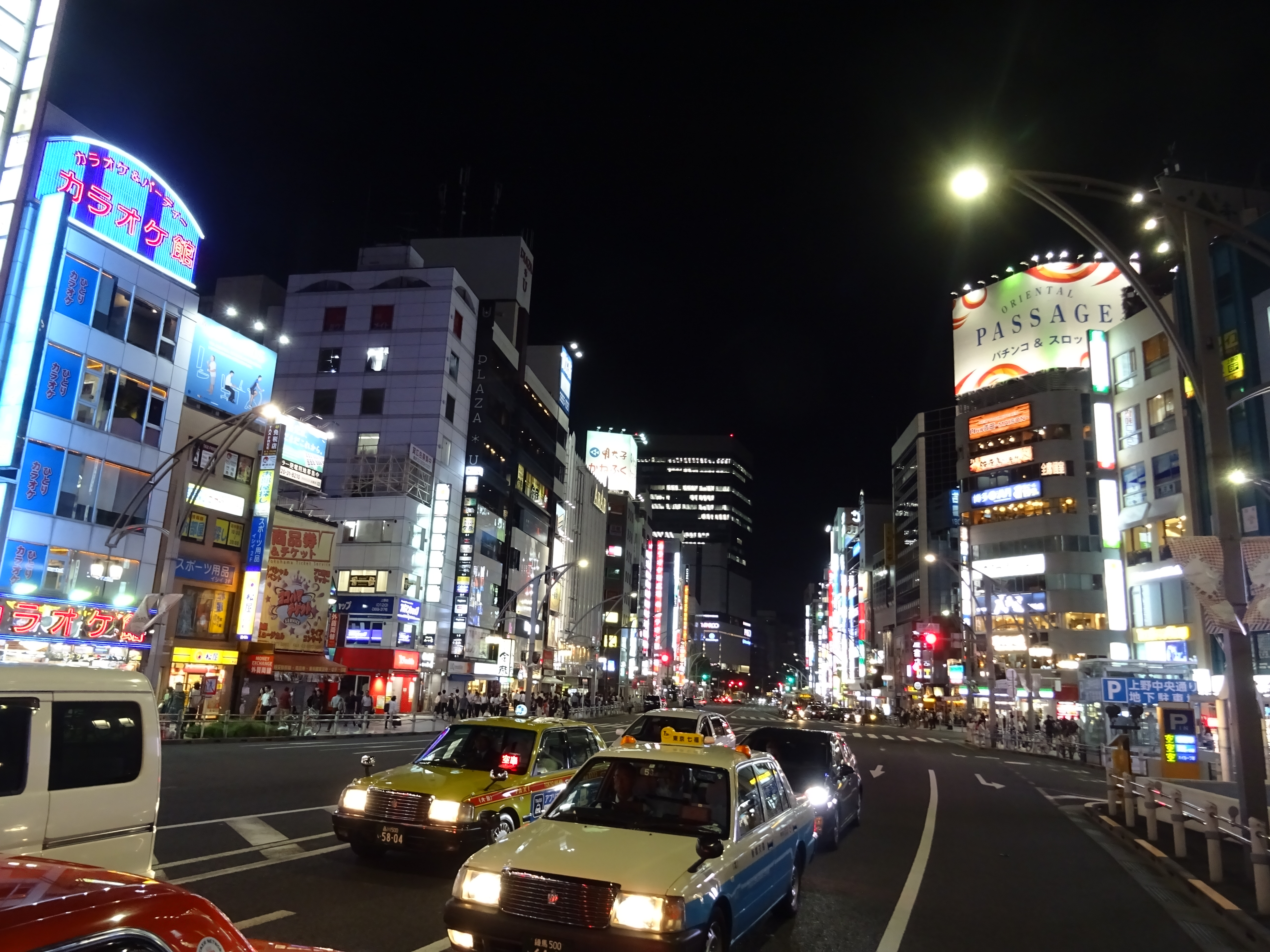
Chūō-dōri w Ueno
- Fontanna w parku Ueno
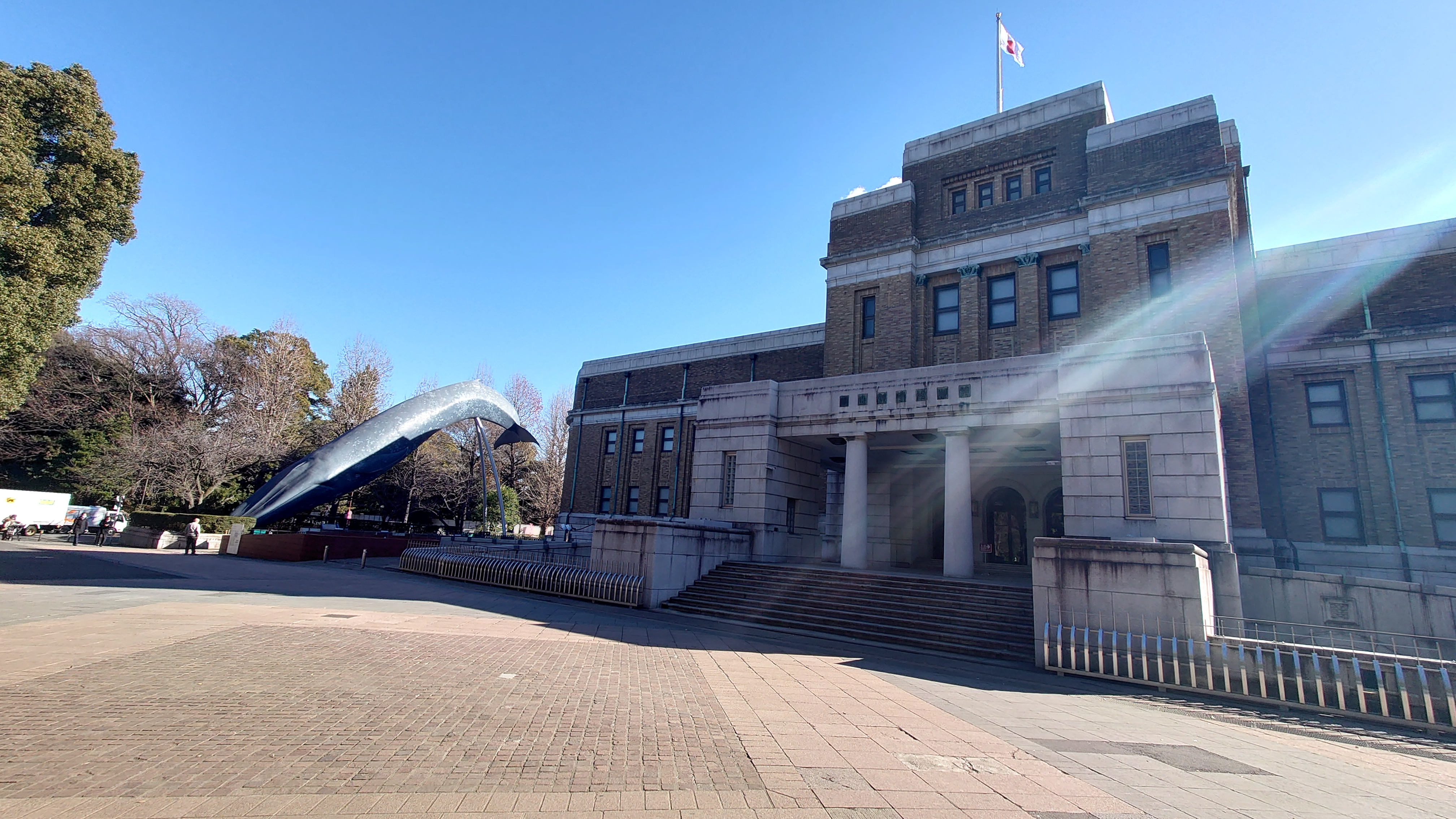
Narodowe Muzeum Przyrody i Nauki
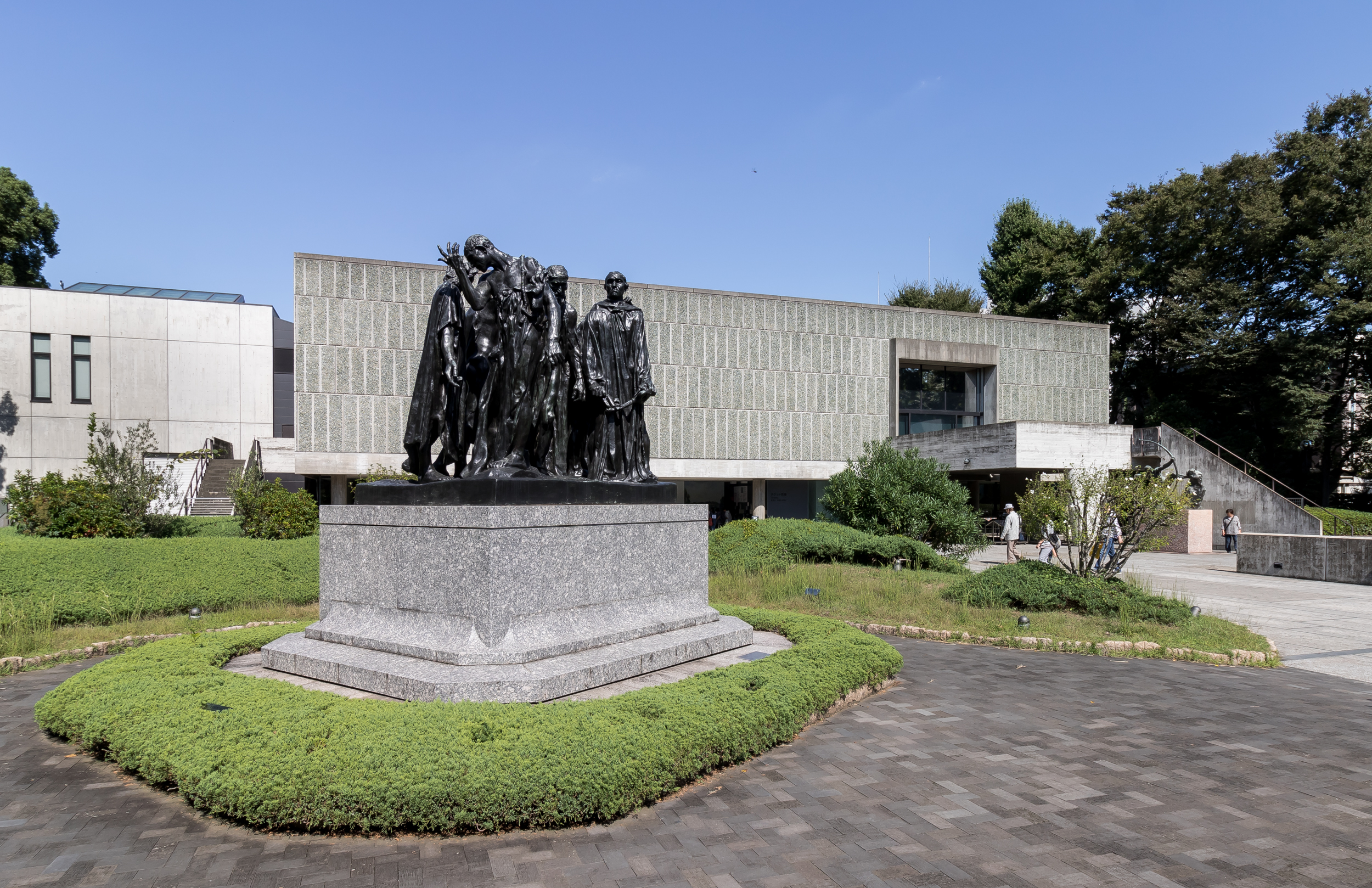
Narodowe Muzeum Sztuki Zachodniej